# Henrique Avancini
Henrique Da Silva Avancini (* 3. März 1989 in Petrópolis) ist ein ehemaliger brasilianischer Mountainbiker, der im Cross Country aktiv war.

## Sportlicher Werdegang
Zum Mountainbikesport kam Avancini durch seinen Vater, der selbst ein paar Jahre Radrennfahrer war und danach eine Fahrradwerkstatt eröffnete. Nach der Schule wollte er zunächst Anwalt werden, im Alter von 19 Jahren ging er jedoch nach Europa, um sein Hobby zum Beruf zu machen. Ende 2011 kehrte er nach Brasilien zurück, um das brasilianische MTB Team Caloi mit aufzubauen. Für das Team errang er seinen ersten internationalen Erfolg bei einem Rennen der Mountainbike-Bundesliga.
Zur Saison 2015 wechselte Avancini zum Cannondale Factory Team, wo er das notwendige professionelle Umfeld für seine sportliche Weiterentwicklung fand. Bei den Olympischen Sommerspielen 2016 in seiner Heimat belegte er den 23. Platz im Cross-Country. Nach zwei Jahren des Eingewöhnens begann in der Saison 2017 sein Aufstieg in die Weltspitze, als er die erste Top-10-Platzierung im UCI-Mountainbike-Weltcup erreichte und Vierter bei den Mountainbike-Weltmeisterschaften im Cross Country (XCO) wurde.
Avancini ist einer der wenigen Fahrer, die in fast allen Disziplinen des Cross-Country erfolgreich sind. Seinen ersten Weltcup-Sieg feierte er im Jahr 2018 im Cross-country Short Track (XCC), im selben Jahr wurde er Weltmeister im MTB-Marathon (XCM). Er ist mehrfacher Sieger des Cross-Country-Etappenrennens CIMTB Michelin, beim Absa Cape Epic 2019 belegte er zusammen mit Manuel Fumic den zweiten Platz in der Gesamtwertung. Im Jahr 2020 gewann er das erste Weltcup-Rennen über die olympische Distanz. Durch seine Vielseitigkeit beendete er die Saison 2020 auf Platz 1 der Weltrangliste im Cross-Country.
In der Saison 2021 wurde er bei den MTB-Weltmeisterschaften in Val di Sole Vizeweltmeister im Short Track und gewann damit die erste Medaille für Brasilien im Cross-Country überhaupt. Bei den Olympischen Sommerspielen in Tokio belegte er den 13. Platz im Cross-Country-Rennen. In Lenzerheide gelang ihm zum Saisonabschluss erneut im Weltcup-Erfolg im Short Track.
In der Saison 2022 konnte Avancini nicht an die Leistungen der Vorjahre anknüpfen. Im Weltcup blieb der vierte Platz beim Short Track in Leogang sein bestes Ergebnis, bei den Weltmeisterschaften der siebte Platz im Short Track. Seine Erfolge erzielte er vorrangig bei weniger stark besetzten Rennen in seiner Heimat sowie bei den Panamerika-Meisterschaften, bei denen er sich den Titel im XCO sicherte. Auch 2023 konnte er über die kürzeren Strecken international keine nennenswerten Ergebnisse erzielen. Dafür sicherte er sich in Glasgow zum zweiten Mal nach 2018 den Weltmeistertitel im MTB-Marathon.
Nach der Saison 2023 beendete Avancini im Alter von 34 Jahren seine Karriere als Radsportler.

## Erfolge
| 2013 - Panamerika-Meisterschaften – XCO - Brasilianischer Meister – XCM - Brasilianischer Meister – XCO 2014 - Südamerikaspiele – XCO 2015 - Panamerika-Meister – XCO - Brasilianischer Meister – XCO - CIMTB Michelin - Copa Internacional MTB (SHC) 2016 - Panamerika-Meisterschaften – XCO - Brasilianischer Meister – XCM - Brasilianischer Meister – XCO - CIMTB Michelin - Copa Internacional MTB (SHC) 2017 - Panamerika-Meisterschaften – XCO - CIMTB Michelin - Copa Internacional MTB (SHC) 2018 - Weltmeister – XCM - Brasilianischer Meister – XCM - Brasilianischer Meister – XCO - ein Weltcup-Erfolg – XCC - CIMTB Michelin - Copa Internacional MTB (SHC) | 2019 - Panamerikanische Spiele – XCO - Brasilianischer Meister – XCM - Brasilianischer Meister – XCO - ein Weltcup-Erfolg – XCC - CIMTB Michelin - Copa Internacional MTB (SHC) 2020 - Brasilianischer Meister – XCC - Brasilianischer Meister – XCO - je ein Weltcup-Erfolg – XCC und XCO - CIMTB Michelin - Copa Internacional MTB (SHC) - Copa Catalana Internacional BTT (HC) 2021 - Weltmeisterschaften – XCC - Brasilianischer Meister – XCC - Brasilianischer Meister – XCO - ein Weltcup-Erfolg – XCC 2022 - Panamerika-Meisterschaften – XCC - Panamerika-Meister – XCO - Taça Brasil, zwei Stationen - Brasilianischer Meister – XCC - Brasilianischer Meister – XCO - Brasil Ride Bahia - Stage Class 1 2023 - Brasilianischer Meister – XCC - Brasilianischer Meister – XCO - Weltmeister – XCM |